# Manoir de la Béchellerie
Le manoir de la Béchellerie (Bachellerie) est un manoir situé à Saint-Cyr-sur-Loire (Indre-et-Loire).

## Historique
Le manoir est construit par Beschel vers 1619. Il passe ensuite au chanoine Noël Girollet, qui le vend en 1752 à la veuve Bellanger. 
Il passe ensuite à P. Besnardeau (maire de Saint-Cyr), puis à Louis-Eugène Porcherot (maire de Saint-Cyr en 1867). 
L'écrivain Anatole France y habita de 1914 à 1924.
La manoir est inscrit au titre des monuments historiques par arrêté du 3 mars 1941.